# Hoheneck (pfälzisches Adelsgeschlecht)

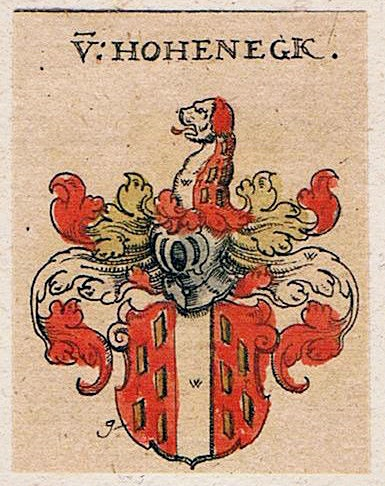
Familienwappen

Die Herren von Hoheneck, ab 1636 Freiherren von Hoheneck, waren ein pfälzisches Uradelsgeschlecht, das 1808 ausstarb.

## Familiengeschichte
Es gibt mehrere deutsche bzw. österreichische Adelsgeschlechter dieses Namens, die sich auch wappenmäßig unterscheiden. Ahnherr des pfälzischen Geschlechtes ist der Ritter Reinhard von Lautern, der 1214 durch den König und späteren Kaiser Friedrich II. das Patronatsrecht in Ramstein erhielt und 1216 Reichsschultheiß von Kaiserslautern wurde. Dadurch kam die Ministerialenfamilie auf die Reichsburg Hohenecken, welche sie 1277 auch förmlich als Reichslehen übertragen bekam und benannte sich nach ihr. Reinhards Söhne Siegfried II. († 1262) und Landolf von Hoheneck († 1247), Bischof von Worms, trugen bereits diesen neuen Namen.
Zu der Burg gehörte – ebenfalls als Reichslehen – die Herrschaft Hohenecken, welche mehrere Dörfer umfasste, insbesondere die am Fuße des Burgberges entstandene Talgemeinde Hohenecken, sowie Erfenbach, Espensteig, Siegelbach und Stockweiler (heute Stockborn). Bis zur Zerstörung der Burg, 1689 im Pfälzischen Erbfolgekrieg, blieben die Hohenecker mit ihrem Stammsitz verbunden, wenngleich nunmehr auch andere Adelsgeschlechter an dem Besitz beteiligt waren.

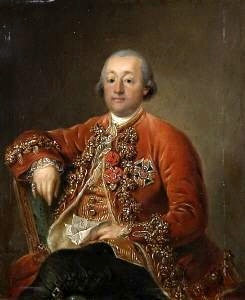
Philipp Karl von Hoheneck (1735–1808), Mainzer Domherr und Geheimrat, letzter männlicher Spross seines Geschlechtes

Inzwischen waren die Herren von Hoheneck in markgräflich badische, kurtrierische, aber auch zunehmend in Dienste des Erzbistums Mainz getreten, wo sich ihre Angehörigen als gehobene Verwaltungsbeamte und zahlreich im höheren Klerus finden.
Der Kurmainzer Oberhofmarschall und Aschaffenburger Vizedom Johann Philipp von Hoheneck hatte am 29. Dezember 1636 für sich und seine Nachkommen, sowie für seinen im Dienst des Bistums Speyer stehenden Bruder Philibert und dessen Nachkommen, die Erhebung in den Freiherrenstand erhalten.
Johann Philipp von Hohenecks Urenkel Damian Anton, Kurmainzer Oberamtmann in Miltenberg war der letzte, der das Geschlecht fortpflanzte. Dessen Sohn Philipp Karl von Hoheneck (1735–1808), Mainzer Domherr und Geheimrat des Fürstbischofs Karl Theodor von Dalberg in Frankfurt, starb am 16. Mai 1808 in Wien, kinderlos, als letzter männlicher Spross seiner Familie. Seine Schwester Amalia Maria (1736–1807) hatte 1757 den Grafen Joseph Dominik Fugger zu Kirchheim geheiratet. Durch Erbverfügung des Bruders von 1806 fielen die Familiengüter, der Name von Hoheneck und das zugehörige Wappen bei seinem Tod an ihre Nachkommen. Sie vereinigten beide Familienwappen, nannten sich ab 1808 von Fugger-Hoheneck bzw. von Fugger-Kirchheim-Hoheneck und ließen diesen Rechtsakt in die bayerischen Adelsmatrikel eintragen.
Der Wormser Domherr Johann Philipp von Hoheneck († 1743) stiftete die beiden, den Hochaltar des Wormser Domes flankierenden Seitenaltäre, die auch das Hohenecker Wappen tragen.

## Wappen
In Rot, mittig ein senkrechter silberner Pfahl, rechts und links davon je fünf goldene, längliche Schindeln (schmale Rechtecke), neben dem Pfahl je drei übereinander, zum Wappenrand hin je zwei übereinander. Als Helmzier ein nach rechts blickender, stehender, roter Hund (Oberteil) mit fünf goldenen Schindeln und silbernem Bauch bzw. Gesicht. Helmdecken rot und silbern.
Die ehemals hoheneckische Gemeinde Siegelbach leitet ihr Ortswappen von dem Adelswappen ab. Die Gemeinde Röllbach führt Pfahl und Schindeln aus dem Familienwappen der Hoheneck zusammen mit dem Mainzer Rad. Das Ortswappen von Hohenecken verwendet das Motiv in abgewandelter Form.

## Galerie

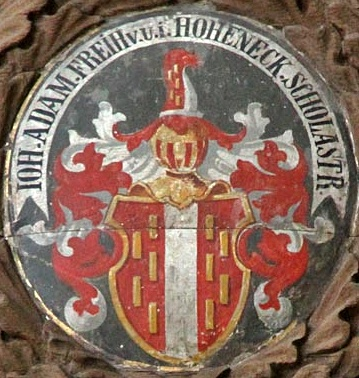
Wappenschild der Familie, in St. Burkard (Würzburg)
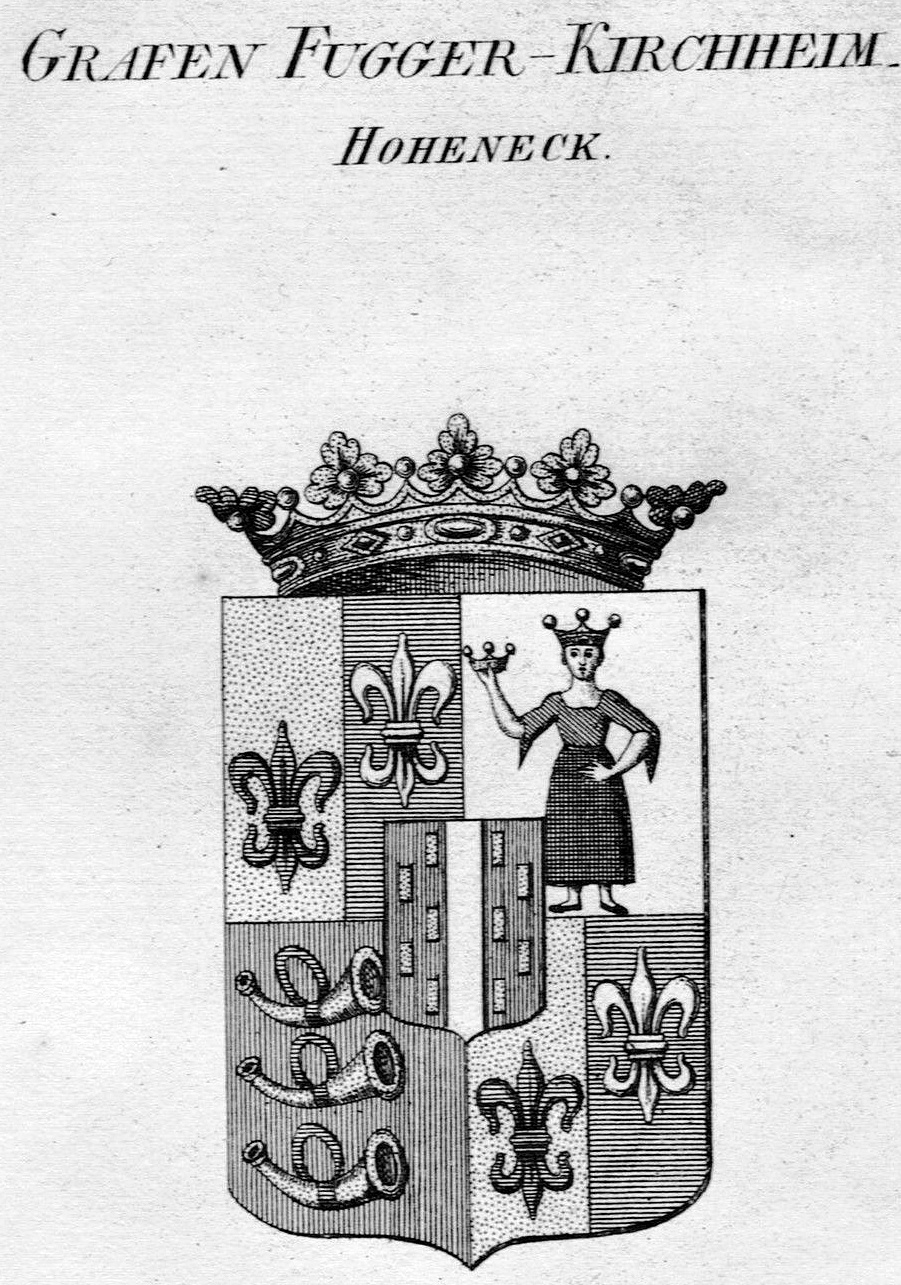
Wappen der Grafen von Fugger-Kirchheim-Hoheneck, mit Hohenecker Herzschild
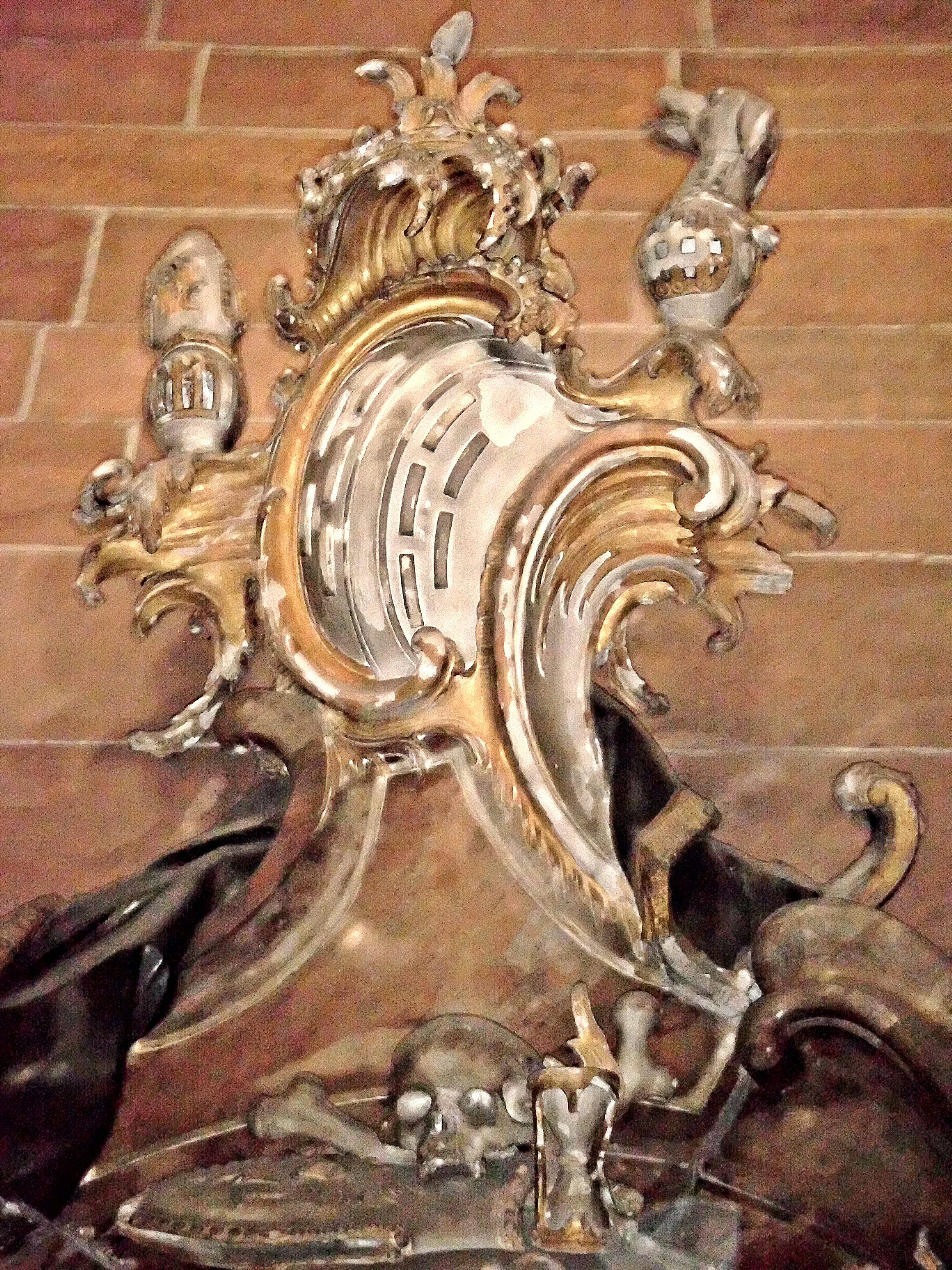
Hohenecker Wappen in Rokokodarstellung (Wormser Dom, Epitaph Bischof Landolf von Hoheneck)
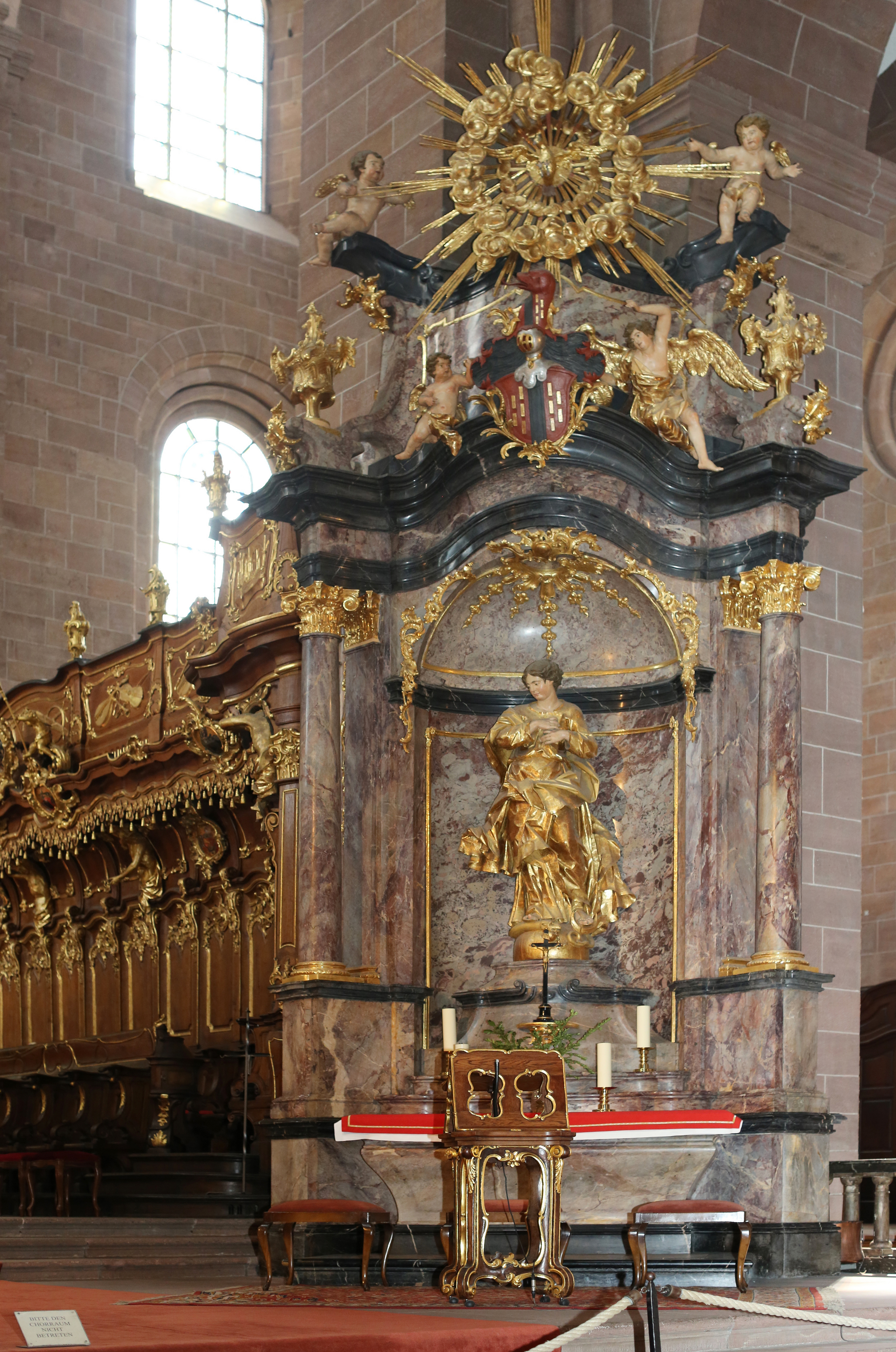
Wormser Dom, rechter Seitenaltar (Marienaltar), mit Hohenecker Wappen
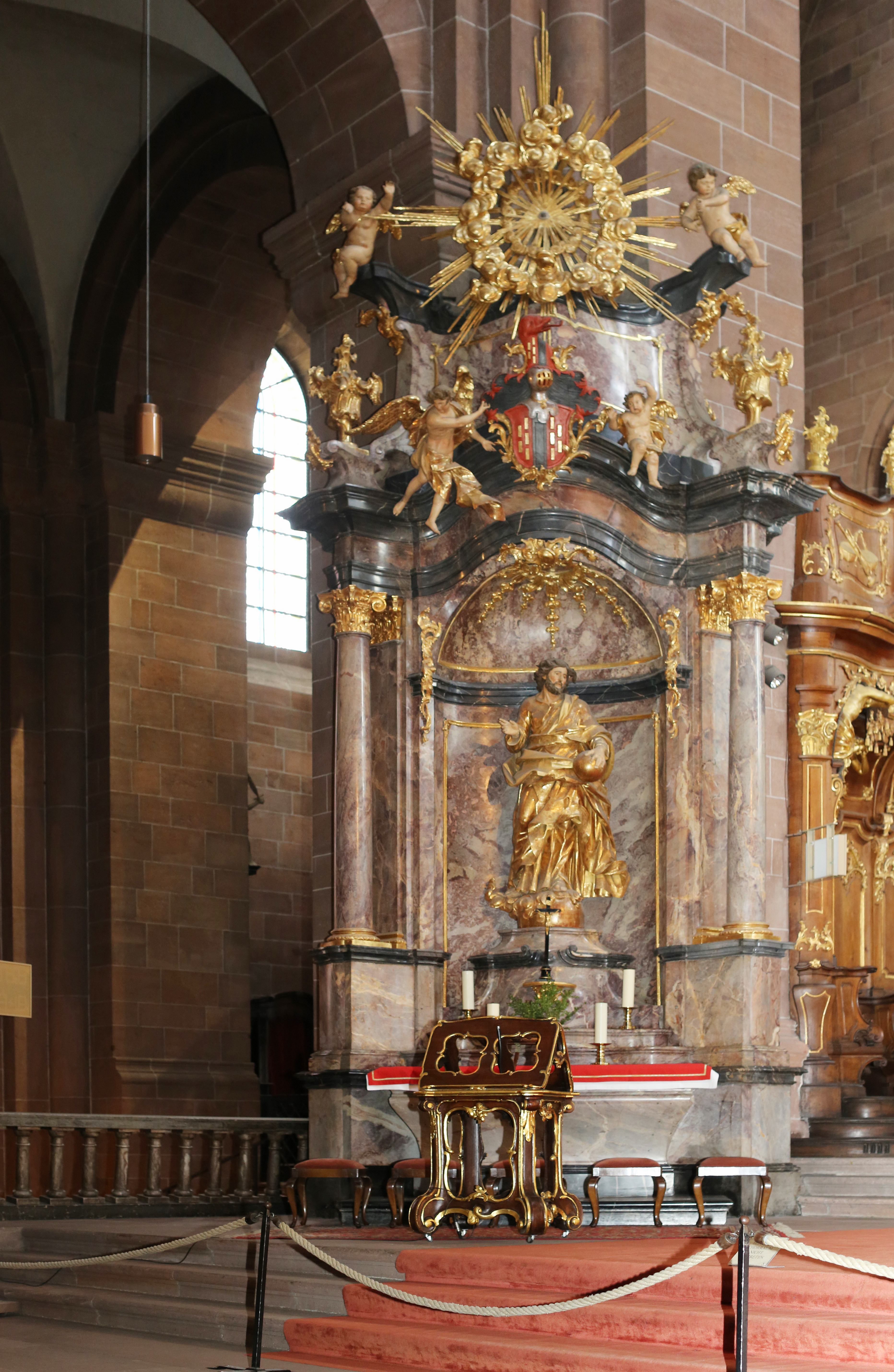
Wormser Dom, linker Seitenaltar, mit Hohenecker Wappen
Ortswappen der pfälzischen Gemeinde Siegelbach
Ortswappen der unterfränkischen Gemeinde Röllbach
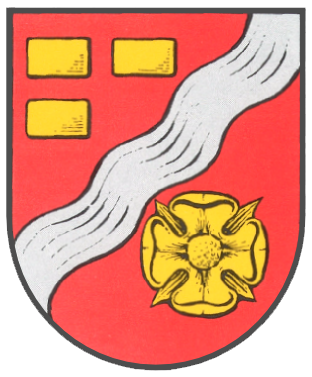
Ortswappen der ehemaligen pfälzischen Gemeinde Hohenecken

## Bekannte Familienmitglieder
- Landolf von Hoheneck († 1247), Bischof von Worms
- Anselm Franz von Hoheneck († 1704), Generalvikar und Domscholaster in Mainz
- Johann Adam von Hoheneck († 1731), Domdekan in Worms
- Johann Franz Jakob Anton von Hoheneck (1686–1758), Domdekan in Mainz
- Philipp Karl von Hoheneck (1735–1808), Domkantor und kurfürstlicher Geheimer Rat in Mainz